# François Empain
Pour les articles homonymes, voir Empain.
Le baron François Empain, né à Tongre-Notre-Dame le 25 juin 1862 et mort à Bruxelles le 28 janvier 1935, est un financier et homme politique belge membre du Parti catholique.

## Biographie
Louis François Joseph Empain, né à Tongre-Notre-Dame le 25 juin 1862, est le fils de François Julien Empain, clerc-organiste, et Catherine Lolivier. Il est le frère d'Édouard, baron Empain son aîné de dix ans. Le 19 mars 1912, il épouse la comtesse de Ghislaine Descantons de Montblanc qui lui donne quatre enfants.
Il fait des études de droit et de sciences politiques et sociales à l'Université catholique de Louvain dont il obtient les diplômes de docteur. Il est le plus proche collaborateur de son frère, Édouard Empain, créateur du groupe Empain lié à l'exploitation de l'énergie électrique. À ce titre, il joue un rôle de premier plan aux niveaux bancaire, industriel, des entreprises de transport en commun (chemins de fer, tramways et métros) en Belgique et à l'étranger ainsi que dans les sociétés holdings qui les contrôlent. De même, il est mêlé de près aux intérêts de ce groupe industriel en Égypte et au Congo belge.
Il acquiert en 1907 un hôtel au coin de la rue Ducale et de la rue Zinner et en fait un immeuble luxueux de séjour, l'actuel Hôtel Empain. À Enghien, il érige un château en 1913 et aménage l'ancien domaine des ducs d'Arenberg et son parc qui est désormais la propriété de la ville d'Enghien. Amateur d'art, il réunit dans ses deux propriétés une importante collection de meubles, peintures, sculptures, etc.
De janvier 1913 à août 1920, il est membre du Sénat belge de l'arrondissement de Malines sur la liste catholique.
En août 1914 au début de la Première Guerre mondiale, il se réfugie en France pour échapper à l'invasion allemande. Pendant la guerre, il consacre ses soins à l'Œuvre des enfants de l'Yser, organisation qui prend en charge les enfants de réfugiés belges et qui crée une vingtaine d'internats principalement autour de Paris et en Normandie. De même, le gouvernement belge au Havre le désigne en janvier 1915 comme membre de la Commission franco-belge des réfugiés qui a pour but de venir en aide aux familles de belges réfugiées en France.
En août 1920, il démissionne de son mandat de sénateur. Il se met ensuite en retrait de la politique pour se recentrer à ses activités bancaires et industrielles.
Après le décès de son frère en juillet 1929, ses deux neveux, actionnaires majoritaires dans le groupe Empain, le mettent à l'écart de tous les organes de direction du groupe. Il se retire alors dans le cadre arboré de son château à Enghien.
À la suite de son décès le 28 janvier 1935, François Empain est inhumé au cimetière d'Enghien le 1er février 1935.

## Hommages et distinctions
François Empain est anobli en 1913 et fait baron en 1921 par le roi Albert Ier.
Il a reçu les distinctions suivantes :
- Commandeur de l'ordre de Léopold (Belgique) : pour services exceptionnels dans l'organisation de secours aux familles de réfugiés belges en France pendant la Grande guerre ;
- Grand officier de l'ordre de la Couronne (Belgique) ;
- Médaille du roi Albert : pour ses activités philanthropiques pendant la Première Guerre mondiale (Belgique) ;
- Commandeur de la Légion d'honneur (France) ;
- Commandeur de l'ordre des Saints-Maurice-et-Lazare (Italie).

## Sources
1. 1 2  C. Camus, Biographie Belge d'Outre-Mer - Tme VI, Bruxelles, Royal Academy for Overseas Science, 1968 (lire en ligne), p. 360-361
2. ↑  « Nécrologie », La Nation Belge,‎ 31 janvier 1935, p. 2 (lire en ligne )
3. ↑  « Distinction », La Nation Belge,‎ 1er juin 1920, p. 2 (lire en ligne )
4. ↑  « La Commission franco-belge des réfugiés », Le Vingtième Siècle,‎ 21 janvier 1915, p. 1 (lire en ligne)

- "EMPAIN (Louis François Joseph) (baron)", dans Biographie coloniale belge: Belgische koloniale biografie, Académie Royale des Sciences d'Outre-Mer
- P. Van Molle, "Het Belgisch parlement", p. 140.

- Ressource relative à plusieurs domaines :   - ODIS
- Notices d'autorité :   - VIAF
  - IdRef
  - GND